# Kapthurin
Die Kapthurin-Formation ist ein Basaltaufschluss in Kenia in der Nähe des Bogoria- und Baringo-Sees.
Als Teil des ostafrikanischen Grabensystems ist sie auch eine wichtige archäologische Stätte für die Erforschung der frühen Menschen, die das Gebiet besetzten und Acheuléen-Steinwerkzeuge und Tierknochen zurückließen.
Die Argon-Argon-Datierung der Vulkanasche, die über den dort gefundenen Ockerfragmenten liegt, deutet möglicherweise auf eine der frühesten ästhetischen Empfindungen des Menschen vor 285.000 Jahren hin. Die Ockerfragmente müssen von menschlicher Hand an den Fundort gebracht worden sein und könnten als Körperschmuck verwendet worden sein.